# Религија Боливије
Преовлађујућа религија је католицизам са расипањем других протестантских група. Аутохтони Боливијци су помешали католицизам и своја традиционална верска уверења. Пример је уједињење облика Пача Маме (Мајке Земље) и Девице Марије како је приказано у традиционалним религиозним уметничким делима од времена освајања до данас.
Удео римокатолика полако се смањује, али и даље чини више од три четвртине становништва. Кардинал примата, који се налази у Сукреу, предводи црквену хијерархију у Боливији. Од 1940-их Римокатоличка црква се одважила од готово искључиво церемонијалне улоге у области социјалне помоћи, медија и образовања. Крајем 20. века чланство је порасло у различитим протестантским деноминацијама (посебно евангелистичким црквама), а такође је био све већи број Бахаја и Мормона. Боливија има малу јеврејску заједницу.
Неке карактеристике пантеистичке преколумбијске религије су преживеле у индијанским заједницама Алтиплана, посебно обожавање Пачамаме, богиње Земље. Такође се обожава бог сунца, легендарни творац првог цара Инка Манка Капаца и његове сестре-жене Маме Окло на Острву Сунца у језеру Титикака. Римокатоличка црква је кроз векове прихватала неке аутохтоне ритуале и обичаје асимилацијом, углавном кроз комбиноване католичке и традиционалне прославе које су и даље важан део живота у руралним и урбаним срединама. На пример, у рударским градовима Потоси и Оруро, десетине хиљада Боливијаца и страних туриста прослављају карневал одајући почаст Богородици из рудника и Пачамами. Током фестивала, плесачи носе сложене маске и одећу која приказује ђаволе, њихове плавооке љубавнице, владаре Инка и афричке возаче робова. У рудницима се ламе жртвују као део обожавања Пачамаме и Тиа, заштитника рудника.

## Статистика
Истраживање за Латинобарометро из 2018. дало је ове резултате:
| Религија                  | Проценат популације | Белешке                                                                                |
| ------------------------- | ------------------- | -------------------------------------------------------------------------------------- |
| Католици                  | 70.0%               | 36% католика је активно                                                                |
| Протестанти               | 17.2%               | Пентекосталци, некатолички харизматици, лутерани, методисти, други. 59% њих је активно |
| Атеисти, агностици        | 9.3%                |                                                                                        |
| Мормони, Јеховини сведоци | 1.7%                |                                                                                        |
| Остале религије           | 1.2%                | Бахаи, муслимани, будисти, хиндуисти                                                   |
| Нема одговора             | 0.6%                |                                                                                        |

## Верска слобода
Устав Боливије утврђује слободу вероисповести и раздвајање цркве и државе. Устав даље забрањује дискриминацију по верској основи.
Верске организације су обавезне да се региструју у Министарству спољних послова, са изузетком Католичке цркве, чија се регистрација одустаје због споразума између боливијске владе и Свете столице. Посебна класа група која се назива „духовне организације“, а која отприлике одговара староседелачким верским групама у Боливији, такође је обавезна да се региструје код владе и то чини кроз процес који је сличан оном који користе верске организације, иако се таксе за регистрацију плаћају. јер су духовне организације ниже. И приватне и државне школе имају могућност укључивања веронауке у своје наставне планове и програме. Све школе су обавезне да предају етичке курсеве који наглашавају верску толеранцију.
Неке мање цркве у заједници евангеличких хришћана одбиле су да се региструју код владе, наводећи као разлог забринутост за своју приватност. Иако ове групе нису биле у могућности да отворе банковне рачуне или држе имовину, држава се иначе није мешала у њихову верску праксу.
Хришћанске групе су тврдиле да влада даје предност домородачким верским групама и обичајима. У руралним областима земље пријављено је непријатељство аутохтоних заједница према хришћанским мисионарима; у неким случајевима, ови инциденти су укључивали случајеве „аутохтоних вођа који су ударали пастире“.